# 人流
人流（じんりゅう、英: human flowなど）とは、「人の流れ」を意味し、特定の時間や場所における人々の移動や滞留の状況を示す概念である。

## 概要
具体的には、「いつ」「どこからどこへ」「どのくらいの人数が」「どのような手段で」移動し、「どのくらいの時間滞在したか」といった、人間の移動に関する様々な側面を捉える。
現代社会、特にデジタル技術が普及した現代においては、スマートフォンなどのデバイスから得られる位置情報を活用し、膨大な「人流データ」として収集・分析することが可能となった。このデータは、都市計画、交通管理、商業施設の運営やマーケティング、観光振興、さらには感染症対策（特に2019年以降の新型コロナウイルス感染症の流行下において顕著となった）や防災計画といった、極めて広範な分野で活用されている。この用語は、新型コロナウイルス感染症対策に関する報道などで頻繁に使用され、一般にも広く知られるようになったが 、それ以前から特定の産業分野や行政の一部では用いられていた。 

## 語源と用語法
「人流」という言葉が一般社会で広く認知されるようになったのは、比較的新しく、特に2019年以降の新型コロナウイルス感染症（COVID-19）のパンデミックが大きな契機となった 。政府関係者やメディアが、感染拡大防止策の一環として、都市部や繁華街における人々の移動量や集中度合いを議論する際に頻繁に用いた 。例えば、緊急事態宣言発令に伴う移動自粛要請の効果を測る指標として、「人流の抑制」が目標とされる場面が多く見られた。実際に、緊急事態宣言の発令回数を重ねるごとに、人流抑制効果が低下したという分析結果も報告されている。  
しかし、この用語自体はパンデミック以前から存在し、特定の文脈で使用されていた。IT業界では、少なくとも日本ユニシス（現・BIPROGY）が2017年には人物の動きや属性を分析・可視化する「人流解析サービス」を提供開始している。また、通信事業者のKDDIは、2011年の東日本大震災を契機に、帰宅困難者の滞留状況把握などのニーズに応える形で、自治体への人流データの提供を開始したとしている。さらに、概念としては、顧客の店舗内での動きを追跡する「顧客動線分析」が1960年代には行われていた記録もあり 、「人の流れ」を分析するという考え方自体は、この用語が一般化するよりずっと以前から存在していたことがわかる。  
行政分野においても、「昭和時代の白書で使われていた」との指摘もあるが 、広く一般に知られた用語ではなかった。当初、一般的な国語辞典（例：広辞苑）には掲載されていなかったが 、近年では収録する辞書も現れている。また「人流」という言葉は、しばしば「物流」（ぶつりゅう、物の流れ、ロジスティクス）との対比で用いられる 。

## 人流データ
現代における「人流」の議論の中心にあるのが、「人流データ」（じんりゅうデータ）である。これは、様々な技術を用いて収集された個々人の位置情報をもとに、統計的に処理・集計された、人の移動に関するデータ群を指す 。通常、個人が特定できないように匿名化・集計された形で提供・利用される 。   
人流データは、以下のような多様な側面から人の動きを捉えることができる。
- 密度・量: 特定のエリア（地域、施設、地点など）に、特定の時間帯（日時、曜日、時間帯など）に、どれだけの人が存在したかを示す 。人口の集中度合いや混雑状況を把握する基本的な指標となる。
- 移動動態: 人々が「どこから（Origin）」「どこへ（Destination）」移動したかを示す流れを捉える。ODデータともよばれる。特定の地点間の移動量を分析することで、交通パターンや地域間の結びつきを理解するのに役立つ 。収集された位置情報の「点」をつなぎ合わせることで、移動の「線」を把握するイメージである 。ただし、ODデータだけでは、出発地と目的地を結ぶ具体的な経路（どの道を通ったか）までは特定できない場合がある。
- 滞留時間: 人々が特定の場所にどのくらいの時間とどまったかを示す 。滞在時間の長さは、その場所での活動内容（例：通過、短時間の買い物、長時間の勤務や観光）を推測する手がかりとなる 。
- 属性: 分析対象となる人々の属性情報（年代、性別、居住地、推定年収、世帯構成など）を含む場合がある 。これらの属性情報は、携帯電話の契約情報やアプリ登録情報、アンケート調査など、他のデータソースと（匿名化された形で）紐付けられたり、あるいは位置情報パターンから推定されたりする 。属性情報を用いることで、特定の層をターゲットとした分析（例：若年層が多く訪れるエリアの特定）が可能になる。
- 移動手段: 人々が移動に利用した交通手段（徒歩、自転車、公共交通機関、自家用車など）を特定または推定する 。交通計画やインフラ整備において重要な情報となる 。

## データ取得方法
人流データは様々な技術を用いて収集され、通常はプライバシー保護のため匿名化・統計処理された上で利用される。主なデータ取得方法には以下のようなものがある。

### 携帯電話基地局情報
携帯電話基地局情報による人流データ収集は、携帯電話端末が通信のために最寄りの基地局と接続する情報を利用する。端末の電源が入っており電波が届いていれば、特別なアプリや設定なしに継続的に位置情報（どの基地局エリアにいるか）が記録される。
この方法の最大の利点は、全国に設置された基地局網を利用することで地理的に広範囲をカバーでき、携帯電話契約者全体（数千万人規模）を母集団とするため非常に多くのサンプル数を確保できることである。また、GPS機能を持たないフィーチャーフォンの利用者も対象にでき、携帯電話の契約情報（年代・性別など）と紐付けて属性別の分析も可能である。

### GPS (Global Positioning System)
GPS技術では、スマートフォンなどのデバイスに搭載されたGPS受信機が複数のGPS衛星からの信号を受信し、現在位置（緯度・経度）を算出する。多くの場合、地図アプリ、ナビゲーションアプリ、SNS、ゲームなどの特定のスマートフォンアプリが、利用者の同意を得た上で位置情報を収集する。GPSの主な利点は、緯度・経度レベルで位置を特定できる高い空間精度と、比較的短い間隔でデータを取得できる高い時間頻度にある。
しかし、ユーザーがスマートフォンのGPS機能をオフにしていると取得できず、特定のアプリの利用者からしかデータを得られないためサンプルに偏りが生じる可能性がある。また、衛星からの電波が届きにくい屋内、地下、ビル街などでは精度が低下したりデータが取得できなかったりすることがある。

### Wi-Fi接続履歴
Wi-Fiによる人流データ収集は、店舗や施設などに設置されたWi-Fiアクセスポイントと利用者のスマートフォンなどのデバイスとの接続情報を利用する。デバイスのWi-Fi機能がオンになっている必要がある。
Wi-Fiの利点は、アクセスポイントの周辺（数メートル～数十メートル）で比較的高い精度で位置を特定できる点である。特に屋内での位置測位に有効で、店舗への来訪や滞在時間、施設内での移動などを計測するのに適している。既にWi-Fiが設置されている施設では比較的導入しやすく、Wi-Fi利用時の登録情報などから属性情報が得られる場合もある。
一方で、データ収集にはアクセスポイントの設置が前提となり、その設置場所と電波範囲内でしかデータを取得できないという制約がある。また、利用者がWi-Fiに接続しない場合やWi-Fi機能をオフにしている場合はデータが取得できず、機器設置以前のデータは取得できない。

### Bluetoothビーコン (BLE Beacon)
Bluetoothビーコンは、低消費電力の近距離無線技術Bluetooth Low Energy（BLE）を利用した小型の発信機を店舗や施設内に設置し、その信号を対応するアプリがインストールされたスマートフォンが受信することで近接検知や位置特定を行う。
高い局所精度（数メートル単位）で特定の狭い範囲での位置を特定でき、GPS電波が届かない屋内や地下でも利用可能である。また、BLEは消費電力が少なく、ビーコンへの接近をトリガーとしてクーポン配信などの施策も可能である。
ただし、ビーコン端末の設置が必要で、通信範囲は半径数メートルから数十メートルと短いという制約がある。また、利用者が対応アプリをインストールしBluetooth機能をオンにしている必要があり、機器設置以前のデータは取得できない。

### カメラ映像解析
カメラ映像解析は、監視カメラや専用のカウンターカメラなどで撮影された映像を、コンピュータビジョン技術を用いて解析する方法である。人数カウント、属性推定、動線追跡、混雑状況把握などを行う。
大きな利点は、分析対象者がスマートフォンなど特定のデバイスを持っている必要がないことである。また、人数だけでなく移動経路、滞留時間、属性、行動など詳細な情報を取得できる可能性があり、適切なカメラ設置とアルゴリズムを用いれば特定のエリア内で高精度な計測が可能である。
欠点としては、カメラと解析システムの設置が必要で、カメラの撮影範囲内でしかデータを取得できないこと、プライバシーへの配慮が極めて重要となることが挙げられる。また、照明条件や混雑による遮蔽、障害物などが精度に影響を与える可能性があり、機器設置以前のデータは取得できない。

### センサー（赤外線、LiDARなど）
赤外線センサー、レーザーセンサー（LiDAR）、人感センサーなどの様々なセンサーを用いて人の通過や存在を検知する方法である。
カメラ映像と異なり個人を識別可能な画像情報を取得しないためプライバシーへの影響が比較的小さい場合があり、特定のエリアでの通過人数カウントや滞在検知に有効である。特にLiDARは広範囲かつ高精度な検知が可能であるとされている。
ただし、センサーの設置が必要で検知範囲に限られること、通常は通過人数や存在検知といった比較的単純な情報しか得られないこと、センサーの種類によっては遮蔽物や環境要因が精度に影響する可能性があることなどが欠点として挙げられる。

### パーソントリップ調査 (PT調査)
パーソントリップ調査は伝統的な交通調査手法で、対象地域の世帯や個人を無作為抽出し、調査票やインタビューにより特定期間における全ての移動について詳細情報を収集する。
移動の目的や個人属性などの背景情報が豊富に得られ、徒歩や自転車など他のデータソースでは捉えにくい交通手段も把握できるという利点がある。長年にわたり都市交通計画の基礎データとして利用されてきた実績もある。
しかし、調査実施に多大な費用と時間がかかり、通常は5年や10年に一度といった低頻度でしか実施されないという欠点がある。また、回答者の記憶に頼るため不正確な情報が含まれる可能性があり、調査への協力負担も大きい。

### その他の方法
上記以外にも、交通系ICカードの利用履歴、RFIDタグを用いた追跡、POS（販売時点情報管理）データとの連携、QRコード決済やポイントカードの利用情報などが、人流に関連するデータを取得・分析するために利用されることがある。

## 課題・問題点
人流データの活用は多くの利点をもたらす一方で、プライバシー保護、データの質、倫理的側面、技術的・資源的制約など、様々な課題や問題点も抱えている。
位置情報は個人の行動や生活パターンを詳細に明らかにする可能性があり、その収集・利用はプライバシー侵害のリスクを伴う。どこにいたか、誰といたか、どのような場所を訪れたかといった情報は、極めてセンシティブな個人情報となり得る。データを匿名化・統計処理しても、特定の個人を再識別できるリスクが残る場合がある。特に、人口密度の低い地域や、特異な移動パターンを持つ個人の場合、データから個人が推測されやすくなる 。統計処理において、少人数のグループのデータは秘匿される（例：k-匿名性）ことがあるが、これはデータの有用性を損なう可能性もある。差分プライバシーや秘密計算（データを暗号化したまま計算する技術 ）といった、より高度なプライバシー保護技術の研究も進められている。
また政府や企業による人流データの広範な収集・分析が、個人の自由を制約する監視社会につながるのではないかという懸念がある。特に、防犯カメラ映像のAI解析や、行動履歴に基づくターゲティング広告などは、常に監視されている感覚（パノプティコン効果）を生む可能性がある。人流データを用いた「デジタルツイン」（現実世界の仮想的な再現）の構築  も、こうした懸念を増幅させる可能性がある。 